# Sorbier
 Sorbier  es una población y comuna francesa, situada en la región de Auvernia, departamento de Allier, en el distrito de Vichy y cantón de Jaligny-sur-Besbre.

## Demografía
| 515 | 471 | 422 | 364 | 310 | 307 |
| Para los censos de 1962 a 1999 la población legal corresponde a la población sin duplicidades (Fuente: INSEE [Consultar]) |     |     |     |     |     |